# Postosuchus
Genre
Taxons de rang inférieur
- † Postosuchus kirkpatricki Chatterjee, 1985 (espèce type)
- † Postosuchus alisonae Peyer et al., 2008.

Postosuchus (du grec ancien signifiant « crocodile de Post ») est un genre fossile de Suchiens de la famille des Rauisuchidae. Les Suchiens sont la lignée d'Archosaures qui conduit aux Crocodiliens actuels. Le genre compte deux espèces, P. kirkpatricki et P. alisonae, qui vivaient en Amérique du Nord au Trias supérieur. Son nom fait référence à Post Quarry, un lieu du Texas où de nombreux fossiles de l'espèce type, P. kirkpatricki, ont été découverts. C'était l’un des principaux prédateurs dans sa région durant le Trias récent, étant plus grand que les dinosaures prédateurs de son époque (comme Coelophysis). Il se nourrissait probablement de Dicynodontes et d'autres animaux végétivores.
Le squelette de Postosuchus est grand et robuste, avec un crâne profond et une longue queue. La longueur totale du corps est d'environ 4 à 5 m. La petitesse des membres antérieurs par rapport aux membres postérieurs, les très petites pattes et la taille des vertèbres suggèrent que Postosuchus aurait été un bipède obligatoire.

## Historique
Au cours d'une expédition en 1980, des paléontologues de la Texas Tech University ont découvert un nouveau site géologique riche en fossiles près de Post, dans le comté de Garza, au Texas (États-Unis), où une douzaine de spécimens bien conservés appartenant à un nouveau Rauisuchidae ont été découverts. Dans les années suivantes, de nouvelles fouilles dans la carrière, dans la formation de Cooper Canyon (groupe de Dockum), ont mis au jour de nombreux restes de la faune terrestre du Trias supérieur. L'holotype de P. kirkpatricki (TTUP 9000), représentant un crâne bien conservé et un squelette post-crânien partiel, a été décrit ainsi que d'autres découvertes de ce nouveau genre par le paléontologue Sankar Chatterjee en 1985. Un paratype, TTU-P 9002, crâne bien conservé et un squelette complet a également été attribué à cette espèce. Chatterjee a dénommé l'espèce en hommage à M. et Mme Jack Kirkpatrick, qui l'ont aidé pendant son travail sur le terrain. Par la suite, certains spécimens (tels que les manuscrits et les orteils) ont été réaffectés à Chatterjeea et à Lythrosuchus ; Long et Murry ont souligné que bon nombre des squelettes juvéniles (TTUP 9003-9011) appartenaient à Chatterjee et à P. kirkpatricki à un genre distinct, nommé Chatterjeea elegans. De plus, Nesbitt et Norell ont affirmé en 2006 que Chatterjeea était un synonyme junior de Shuvosaurus.
En 2008, Peyer et al. ont décrit une nouvelle espèce de Postosuchus, P. alisonae, découverte en 1992 dans la carrière Triangle Brick Co. du comté de Durham, en Caroline du Nord. Les restes ont été préparés et reconstruits entre 1994 et 1998 par le département des sciences géologiques de l'Université de Caroline du Nord. Le nom spécifique fait référence à Alison L. Chambers, qui a œuvré pour populariser la paléontologie en Caroline du Nord. Le squelette de P. alisonae se compose de quelques os crâniens, de sept vertèbres cervicales, d’un cou et de quatre vertèbres, de côtes, de gastralia (côtes de ventre), de chevrons, de scutelles osseuses, d’une grande partie de la ceinture scapulaire, de la plupart des membres antérieurs, sauf le poignet et la main gauche, la plupart des membres postérieurs à l'exception des os de la cuisse et des morceaux de la hanche. De plus, les restes bien conservés de P. alisonae jettent un nouvel éclairage sur des parties de l’anatomie de Postosuchus, qui étaient auparavant mal connues. Plus précisément, les différences entre les os manuscrits de P. kirkpatricki et de P. alisonae confirment la théorie de la chimère (fossiles associés appartenant à différents animaux) suggérée par Long et Murry. Le spécimen holotype de P. alisonae (UNC 15575) est également inhabituel dans la préservation du contenu intestinal : os d'au moins quatre autres animaux, y compris un squelette partiel d'un aétosaure, un museau, un coracoïde et l'humérus du cynodonte transversodontide Plinthogomphodon, deux phalanges d'un dicynodonte et un éventuel os de temnospondyle. De plus, le Postosuchus était positionné sur le squelette du Dromicosuchus sphénosuchien, qui présentait des marques de dents sur le crâne et le cou. P. alisonae représente le plus gros reptile telian récupéré dans la carrière et le premier spécimen articulé de Suchien Loricata trouvé dans l'est de l'Amérique du Nord.

### Occurrences possibles
Des spécimens similaires à Postosuchus ont été découverts dans le comté de Crosby au Texas en 1920 et décrits par la paléontologue Ermine Cowles Case en 1922. Les fossiles étaient composés uniquement d'un casse-tête isolé (UM 7473) et de fragments d'os du bassin (UM 7244). Case a ensuite attribué à tort ces spécimens au genre de dinosaure Coelophysis. En 2002, le paléontologue David J. Gower a affirmé que le spécimen n'était pas complet et pouvait appartenir à un Ornithodire. Entre 1932 et 1934, Case découvrit d'autres fossiles de vertèbres caudales (UMMP 13670) à Rotten Hill, au Texas, ainsi qu'un bassin complet (UCMP V72183 / 113314) près de Kalgary, au Texas. Au cours de la même période, le paléontologue Charles Lewis Camp a recueilli plus d'une centaine d'os de Suchiens appartenant au parc national de la forêt pétrifiée de l'Arizona et appartenant à au moins sept individus (UCMP A296, MNA 207C). Plus tard, d'autres restes sont apparus. En 1943, Case décrivit de nouveau un bassin et un pubis (UM 23127) du groupe Dockum du Texas, datant du Carnian aux premiers stades norians du Trias supérieur. Ces premières découvertes, de 1932 à 1943, étaient initialement considérées comme un nouveau reptile phytosaure, mais attribuées quarante ans plus tard à Postosuchus.
Le premier squelette articulé faisant référence à P. kirkpatricki (CM 73372) a été trouvé par David S. Berman, du Carnegie Museum of Natural History, dans la carrière de Coelophysis au Ghost Ranch, au Nouveau-Mexique, entre 1988 et 1989. Ce spécimen était composé d'un puits squelette conservé sans crâne et décrit par Long et Murry en 1995, Weinbaum en 2002 et Novak en 2004. Le spécimen représente un individu immature car aucune des sutures neurales n’est fermée. Long et Murry (1995) en ont parlé à P. kirkpatricki sans justification spécifique, et des études plus récentes ont accepté cette référence. Néanmoins, Nesbitt (2011) a noté que ces études n’avaient noté aucune synapomorphie propre à P. kirkpatricki et à CM 73372. Weinbaum (2002) et Novak (2004) avaient même noté que le processus préacétabulaire de l’ilium dans le CM 73372 était beaucoup plus long. de P. kirkpatricki. Nesbitt (2011) a également noté que le CM 73372 se distingue de P. kirkpatricki et de Rauisuchus par la possession d'un bord concave ventral de l'ilion, et de P. alisonae par le traitement d'une extrémité distale asymétrique du quatrième métatarse. Nesbitt (2011) n'a pas pu différencier les CM 73372 et Polonosuchus car ils ne se chevauchent que dans les vertèbres caudales. Une analyse phylogénétique menée par Nesbitt (2011), l'un des plus complets sur les archosaures, a révélé que le CM 73372 était le crocodylomorphe le plus basal, ne pouvant donc être référé ni à P. kirkpatricki ni à un Rauisuchidae.
Dans leur description de Vivaron, Lessner et al. (2016) ont mis en doute le fait que tout le matériel rauisuchidé provenant du sud-ouest des États-Unis avait été renvoyé à Postosuchus, affirmant que la découverte de Vivaron soulignait la nécessité de réévaluer tout le matériel provenant de localités plus jeunes ou plus âgées que les restes sans équivoque de Postosuchus et de Vivaron.

## Description

### Description générale

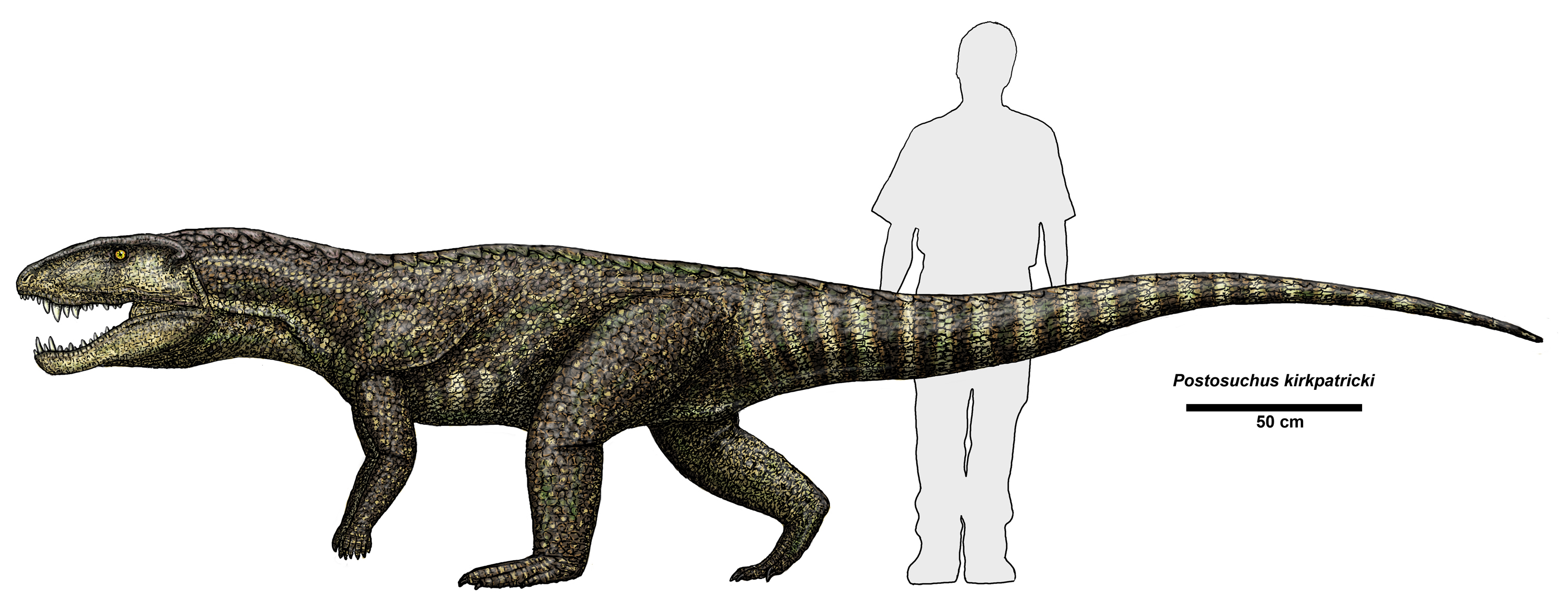
Postosuchus kirkpatricki (vue d'artiste)

Postosuchus était l'un des plus grands reptiles carnivores du Trias récent. Les adultes ont atteint environ 1,2 m de haut, 4 m de long du museau au bout de la queue et leur masse allait de 250 à 300 kg. Son crâne était massif et ses dents étaient en forme de dague. Son cou était long, son torse court et sa queue longue. Outre les restes du squelette, les paléontologues identifient également les ostéodermes, qui sont des plaques épaisses formant des écailles. Celles-ci étaient sur le dos, le cou et éventuellement au-dessus ou sous la queue.
Le cou de Postosuchus comprend au moins huit vertèbres cervicales suivies de seize dorsales, tandis que quatre vertèbres sacrées co-ossifiées soutenaient les hanches. On pense que la queue a plus de trente vertèbres et que sa taille diminue jusqu'à la fin. Le bassin avec le pubis crochu et l'ischion ressemblant à une tige ressemblait à ceux des dinosaures carnosaures. La cage thoracique de Postosuchus avait une structure archosaure typique, composée de grandes et fines côtes incurvées. Dans certaines découvertes, des côtes ont été trouvées associées à la gastralia, des os dermiques situés dans la région ventrale du corps.

### Crâne
Le crâne de Postosuchus a été construit devant et large derrière. Il mesurait 55 cm de long et 21 cm de large et profond. Il existe de nombreuses fenêtres (ouvertures) présentes dans les os qui allègent le crâne et offrent un espace pour les muscles. Comme pour les archosaures plus dérivés, la mâchoire inférieure avait des fentes mandibulaires (ouvertures à la mâchoire inférieure), formées par la jonction du dentaire avec d'autres os de la mâchoire (surangulaire et angulaire). Postosuchus avait une très bonne vision à longue distance, en raison de ses grandes orbites, de ses grands yeux coupants et de sa forte olfaction fournie par ses narines allongées. À l'intérieur du crâne, sous les narines, il y avait un creux pouvant contenir l'organe de Jacobson, organe sensoriel olfactif parfois appelé "sixième sens". Les mâchoires contenaient de grandes dents acérées, dont certaines étaient encore plus grosses pour servir de sabres à crochet. Une dent complète trouvée parmi les restes de Postosuchus en Caroline du Nord mesurait environ 7,2 cm de hauteur. Postosuchus possédait une dentition hétérodontique, ce qui signifie que chaque dent était de taille et de forme différentes des autres. La mâchoire supérieure contenait dix-sept dents, chaque prémaxillaire ne portant que quatre dents et chaque maxillaire treize dents. Dans la mâchoire inférieure étaient plus de trente dents. L'activité de remplacement à Postosuchus était différente de celle des crocodiles, car la dent de remplacement ne s'insérait pas directement dans la cavité pulpaire de l'ancienne dent, mais augmentait jusqu'à la résorption complète de l'ancienne.

### Membres et posture
Les membres antérieurs représentant environ 64% des membres postérieurs, Postosuchus avait de petites mains portant cinq orteils. Seul le premier orteil portait une grosse griffe, qui était utilisée comme une arme offensive, et les membres antérieurs étaient robustes, probablement pour tenir la proie. Les pieds étaient beaucoup plus grands que les mains, le cinquième métatarsien formant une forme de crochet. Les hallux étaient plus minces que les autres orteils et les marginaux ne pouvaient toucher le sol. Le talon et la cheville de Postosuchus ressemblent à ceux des crocodiles modernes.
Les membres étaient situés sous le corps, ce qui donnait à Postosuchus une position érigée. Historiquement, on s'est demandé si les rauisuchidés comme Postosuchus étaient principalement bipèdes ou quadrupèdes. Chacun des deux membres antérieurs de Postosuchus faisait près des deux tiers de la taille des membres postérieurs. Cette caractéristique des membres antérieurs courts peut généralement être observée chez les reptiles bipèdes. Chatterjee a suggéré que Postosuchus puisse se tenir debout, les pattes antérieures courtes n’étant probablement utilisées que pendant la locomotion lente. En 1995, Robert Long et Phillip A. Murry ont soutenu que Postosuchus était lourdement construit et quadrupède. Peyer et al. 2008, a soutenu que l'épaisse ceinture pectorale servait à la locomotion des membres antérieurs. Ils ont noté que cela n'enlève cependant rien à la théorie selon laquelle Postosuchus pourrait également marcher de manière bipède. En 2013, une étude majeure sur la structure du squelette a conclu que Postosuchus était peut-être un bipède obligatoire sur la base de preuves provenant de l'anatomie des doigts, des vertèbres et du bassin. Les proportions des membres et des sections portantes de la colonne vertébrale étaient très similaires à celles de nombreux dinosaures théropodes, dont on pense qu’elles étaient presque toutes strictement bipèdes.

## Paléoécologie
Postosuchus vivait dans un environnement tropical. La région humide et chaude était composée de fougères, telles que Cynepteris, Phelopteris et Clathropteris, de gymnospermes, représentés par Pelourdea, Araucarioxylon, Woodworthia, Otozamites et Dinophyton, et de cycas comme Sanmiguelia. Les plantes du groupe Dockum ne sont pas bien connues car l'oxydation de l'environnement a détruit la plupart des plantes fossiles. Certains d'entre eux peuvent toutefois fournir des informations sur le climat du groupe Dockum au cours de la période triasique tardive. Par exemple, la découverte de grands spécimens appartenant à Araucarioxylon a permis de déterminer que la région était bien arrosée. La faune retrouvée dans le groupe Dockum confirme l'existence de lacs et/ou de rivières contenant des poissons tels que le Xenacanthus cartilagineux, le Chinlea à nageoires lobées et le Ceratodus dipnoan. Sur les rives de ces rivières vivaient des labyrinthodontes (Latiscopus) et des reptiles tels que Malerisaurus et Trilophosaurus. Les archosaures Leptosuchus, Nicrosaurus et Rutiodon vivaient également au bord des lacs. Postosuchus vivait dans les hautes terres avec Coelophysis et d'autres archosaures tels que Desmatosuchus et Typothorax. Postosuchus était l'un des plus gros animaux de cet écosystème et se nourrissait d'herbivores tels que Trilophosaurus et Typothorax.

## Extinction
Les grands Suchiens comme Postosuchus ont dominé le Trias récent. Cependant, à la fin du Trias (vers 200 millions d'années), ils ont disparu au profit des Dinosaures, qui domineront la Terre pendant les 135 millions d'années suivantes.

## Postosuchusdans la culture populaire
Postosuchus est présent dans la série documentaire Sur la terre des dinosaures réalisée par la BBC. Des images de synthèse ont été utilisées pour recréer les créatures disparues de l'ère du Mésozoïque. On peut le voir notamment dévorer un Placerias, sa proie favorite. D'autres reptiles ayant vécu à la même époque sont visibles, comme les Dicynodontes ou encore l'un des tout premiers Dinosaures, Coelophysis. Postosuchus y est représenté comme un quadrupède (ce qui est certainement erroné) et plus grand que dans la réalité (6 m).
Dans le premier épisode de Sur la terre des dinosaures, un mâle Postosuchus urine abondamment pour marquer le territoire d'une femelle comme le sien après qu'elle en a été chassée. Cependant, Benton note que personne ne peut prouver qu'il s'agissait d'une véritable erreur : la miction abondante est l'état primitif des tétrapodes (observés chez les poissons, les amphibiens, les tortues et les mammifères), et peut-être que les Archosaures basaux ont fait de même. Il pense que de nombreuses autres allégations d'« erreurs » identifiées au cours des premières semaines se sont évanouies, car les critiques avaient trouvé des points sur lesquels ils n'étaient pas d'accord, mais ils n'ont pas pu prouver que leurs opinions étaient correctes.[réf. souhaitée]
La fin du premier épisode (Une nouvelle dynastie) montre « la montée en puissance des dinosaures » du fait de leur meilleure adaptation aux changements climatiques. Postosuchus, blessé, acculé et déshydraté, ne pouvant survivre aux nombreuses périodes de sécheresses et l'extrême aridité de la fin du Trias, ne peut que mourir, dévoré par une horde de Coelophysis affamés. Comme un symbole, la chute du géant sonne le glas de l'ère des anciens reptiles. Les dinosaures viennent de devenir le groupe dominant sur Terre et ils le resteront jusqu'à leur extinction survenue à la fin du Crétacé.